# ラスト・ネヴァー・スリープス
ラスト・ネヴァー・スリープス（Rust Never Sleeps）は、ニール・ヤングのスタジオ・アルバムである。

## 解説
1975年の『ズマ』以来、4年ぶりの「クレイジー・ホース」との連名アルバムである。この時期に台頭してきたパンク・ロックへの共鳴を示すアルバムで、前半はアコースティック・ギターでの弾き語り、後半はバンドを従えたエレクトリック演奏という構成となっている。
『ローリング・ストーン誌が選ぶオールタイム・ベストアルバム500』に於いて、296位にランクイン。

## 収録曲
1. マイ・マイ、ヘイ・ヘイ (アウト・オブ・ザ・ブルー) - "My My, Hey Hey"
2. スラッシャー - "Thrasher "
3. ラマに乗って  - "Ride My Llama"
4. 優しきポカホンタス  - "Pocahontas "
5. セイル・アウェイ  - "Sail Away"
6. パウダーフィンガー - "Powderfinger "
7. ウェルフェアー・マザー - "Welfare Mothers"
8. セダン・デリヴァリー - "Sedan Delivery "
9. ヘイ・ヘイ、マイ・マイ (イントゥ・ザ・ブラック) - "Hey Hey, My My "